# Olympic FC de Niamey
Olympic FC de Niamey is een Nigerese voetbalclub uit de hoofdstad Niamey.

## Erelijst
Landskampioen
1966, 1967, 1968, 1969, 1970 (als Secteur 6)
1976, 1977, 1978, 1989, 1998, 1999
Beker van Niger
Winnaar: 1975, 1977, 1990, 1991, 2003
Finalist: 1983, 1985, 1992, 1993, 2000